# Theodor Kotsch

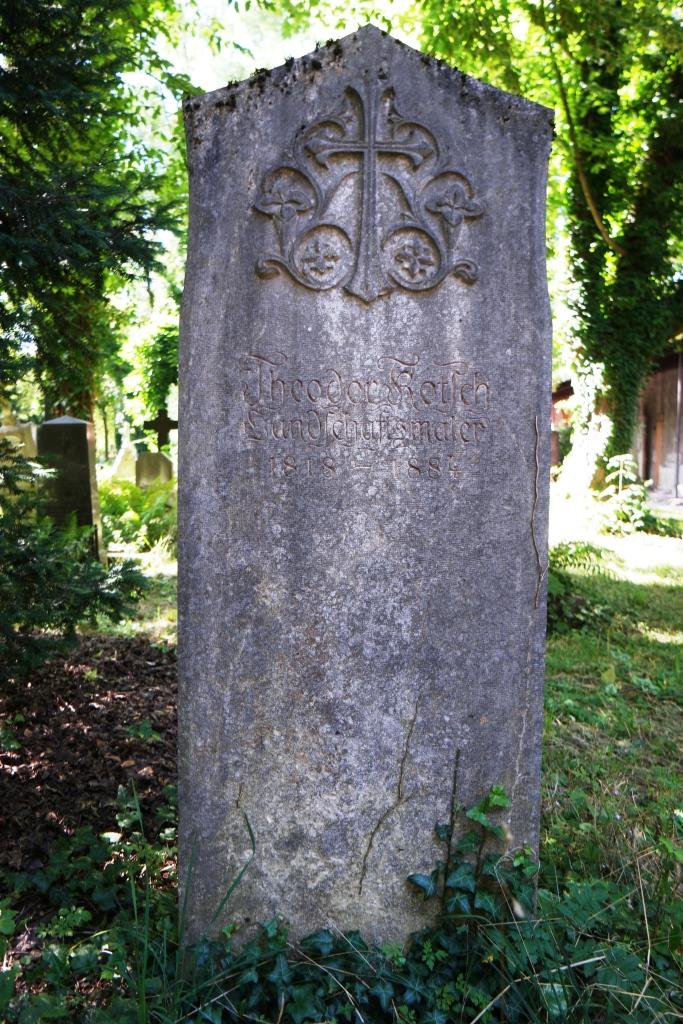
Grabmal des Landschaftsmalers auf dem Alten Südlichen Friedhof in München

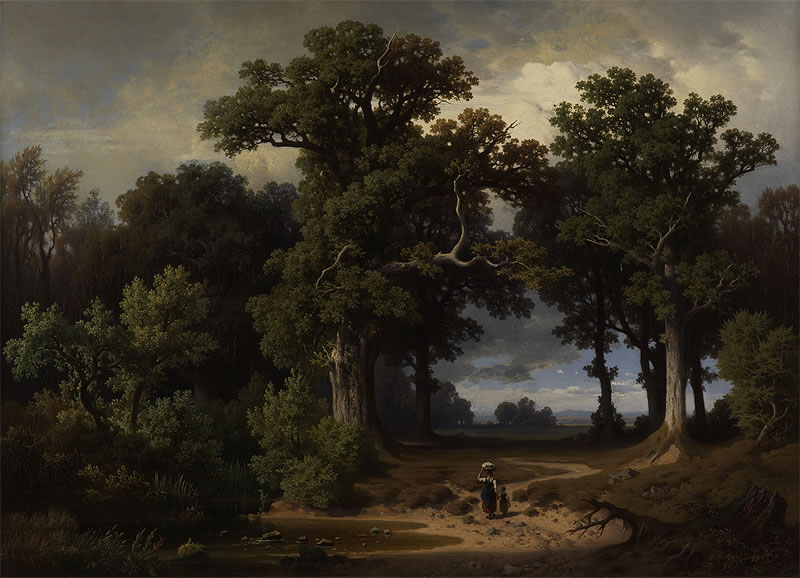
Landschaft von Theodor Kotsch (1855)

Theodor Kotsch (vollständiger Name Friedrich Christian Theodor Kotsch; * 6. Januar 1818 in Hannover; † 27. November 1884 in München) war ein deutscher Maler, der überwiegend Landschaften malte.

## Leben
Theodor Kotsch kam während der Personalunion zwischen Großbritannien und Hannover zu Beginn des Königreichs Hannover zur Welt als Sohn des hannoverschen Kaufmannes Theodor Kotsch und dessen Ehefrau Anna Dorothea Henriette, geborene Ede. Die Familie war Mitglied der Gemeinde der Marktkirche und wohnte laut dem Hannoverschen Adressbuch von 1817 am Sitz der Firma Kotsch et Borchers, englische Manufakturwarenhandlung im Haus „am Altstädter Markte 573“. Seine Eltern wohnten spätestens ab 1820 in der Knochenhauerstraße 44. Kotsch hatte eine Schwester; sein Schwager war Friedrich Ede.
Nach seinem Schulabschluss besuchte Theodor Kotsch ab 1833 die erst kurz zuvor gegründete Polytechnische Schule seiner Heimatstadt, mutmaßlich um anschließend einen bürgerlichen Beruf etwa als Architekt oder Ingenieur zu ergreifen. Während seiner bis 1838 andauernden Ausbildung erhielt er unter anderem Unterricht bei dem auch als Maler und Restaurateur tätigen Heinrich Schulz. Nun entstanden erste Zeichnungen nach antiken Vorbildern, jedoch fand Kotsch noch keine Anleitung zur Malerei. Nach seiner Musterung im Jahr 1838 erwarb er daher im Juli 1839 einen Heimatschein zur Reise nach München, wo er im Alter von 21 Jahren als Autodidakt Inspiration fand durch das Studium der in der Königlichen Galerie ausgestellten alten Meister. Vor allem aber durch den in Eberfing unterrichtenden Albert Zimmermann übte sich Kotsch in der Landschaftsmalerei. So schuf er schon sehr früh in der Umgebung Münchens Ölstudien nach der Natur. Bereits 1840 zeigte er erste Morgen- und Abendstimmungen, mit Wald- und Winterlandschaften im Münchener Kunstverein.
1845 kehrte er nach Hannover zurück und blieb dort für etwa neun Jahre. In diesem Zeitraum fand er seine Motive vor allem bei ausgiebigen Wanderungen durch den Harz, aber auch beispielsweise am Regenstein.
Im Herbst 1854 ließ sich Kotsch in Karlsruhe nieder und schloss sich dort dem Landschaftsmaler Johann Wilhelm Schirmer (1807–1863) an. Nach 1870 zog er wieder nach München zurück und blieb dort bis an sein Lebensende. Sechs Wochen vor seinem 66. Geburtstag starb Theodor Kotsch.
Die Stadt Hannover wurde Erbe des Kunstmalers, der zumeist „beachtenswerte Aquarelle“ geschaffen hatte. Ein Jahr nach dem Tod des Künstlers zeigte die Berliner Nationalgalerie eine Gedenkausstellung mit einer Vielzahl von Kotsch geschaffener Skizzen, die hauptsächlich aus dem Besitz des seinerzeit preußischen hannoverschen Provinzialmuseums stammten, dem heutigen Niedersächsischen Landesmuseum, sowie aus dem Besitz von dem ebenfalls in Hannover ansässigen Schwager von Kotsch, Friedrich Ede.

## Werke (Auswahl)
Seine sehr korrekt gezeichneten und sorgfältig komponierten Landschaften sind meist dem Harz, Oberbayern und Schwaben entnommen.
- Gebirgslandschaft nach Sonnenuntergang und Waldlandschaft (1847)
- Waldbach (1853)
- Eichenlandschaft bei Karlsruhe
- Oberbayrische Waldlandschaft (1855)
- Der Regenstein bei Blankenburg (1865)
- Waldweg bei Prien am Chiemsee (1875)
- Holzhof einer Sägemühle (1876)
- Waldweg auf der Dellingerhöhe am Ammersee (1884)